# Хонда Ясуто
Ясуто Хонда (яп. 本田泰人, нар. 26 червня 1969, Кітакюсю) — японський футболіст, що грав на позиції півзахисника.
Виступав, зокрема, за клуби «Хонда» та «Касіма Антлерс», а також національну збірну Японії.

## Клубна кар'єра
У дорослому футболі дебютував 1988 року виступами за команду клубу «Хонда», в якій провів чотири сезони, взявши участь у 72 матчах чемпіонату. 
У 1992 році перейшов до клубу «Касіма Антлерс», за який відіграв 14 сезонів. Більшість часу, проведеного у складі «Касіма Антлерс», був основним гравцем команди. Завершив професійну кар'єру футболіста виступами за команду «Касіма Антлерс» у 2006 році.

## Виступи за збірну
У 1995 році дебютував в офіційних матчах у складі національної збірної Японії. Протягом кар'єри у національній команді, яка тривала усього 3 роки, провів у формі головної команди країни 27 матчів, забивши 1 гол.
У складі збірної був учасником кубка Азії з футболу 1996 року в ОАЕ.

## Статистика
Статистика виступів у національній збірній.
| Збірна Японії | Збірна Японії | Збірна Японії |
| Роки          | Ігри          | голи          |
| ------------- | ------------- | ------------- |
| 1995          | 2             | 0             |
| 1996          | 13            | 0             |
| 1997          | 14            | 1             |
| Усього        | 29            | 1             |

## Титули і досягнення
- Чемпіон Японії (4):

«Касіма Антлерс»: 1996, 1998, 2000, 2001
- Володар Кубка Імператора Японії (2):

«Касіма Антлерс»: 1997, 2000
- Володар Кубка Джей-ліги (3):

«Касіма Антлерс»: 1997, 2000, 2002
- Володар Суперкубка Японії (3):

«Касіма Антлерс»: 1997, 1998, 1999